# The Lord Weird Slough Feg
The Lord Weird Slough Feg – amerykański zespół muzyczny, wykonawca z gatunku folk metal. Grupa powstała na początku lat 90. w Pensylwanii, następnie muzycy przeprowadzili się w rejon Zatoki San Francisco w Kalifornii, gdzie mieszkają do dziś. 
Muzykę grupy trudno porównać z innymi zespołami. To mieszanka "starego stylu" heavy metalu z wpływami Iron Maiden czy Judas Priest z folk metalem podobnym nieco do twórczości Skyclada.
Pierwszy album, pod tytułem identycznym jak nazwa grupy, zespół wydał w 1996. Słychać na nim wyraźne wpływy folkloru celtyckiego. Płyta z 2003 roku, Traveller, to concept album nawiązujący do gry RPG pod taką samą nazwą. 
Po wydaniu płyty Atavism w 2005 roku, grupa oficjalnie skróciła swoją nazwę do Slough Feg. Grupa często odbywa tournée po USA i uczestniczy w festiwalach. W styczniu 2007 roku była jedną z gwiazd festiwalu Heathen Crusade II.

## Dyskografia
- The Lord Weird Slough Feg (1996)
- Twilight of the Idols (1999)
- Down Among the Deadmen (2000)
- Traveller (2003)
- Atavism (2005)
- Hardworlder (2007)
- Ape Uprising (2009)
- The Animal Spirits! (2010)

## Członkowie
- Mike Scalzi – gitara, śpiew
- Angelo Tringali – gitara
- Adrian Maestras – gitara basowa
- Greg Haa – perkusja

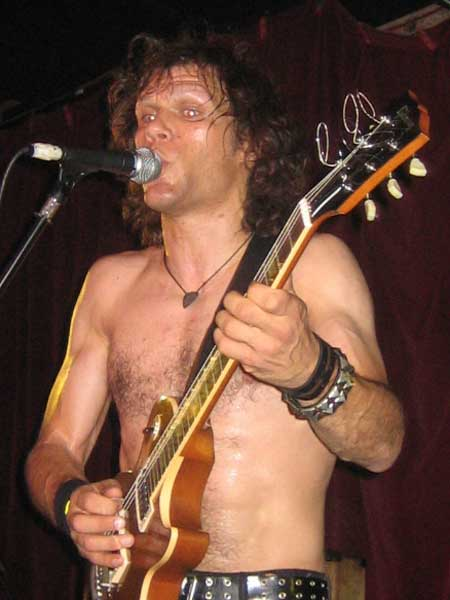
Mike Scalzi
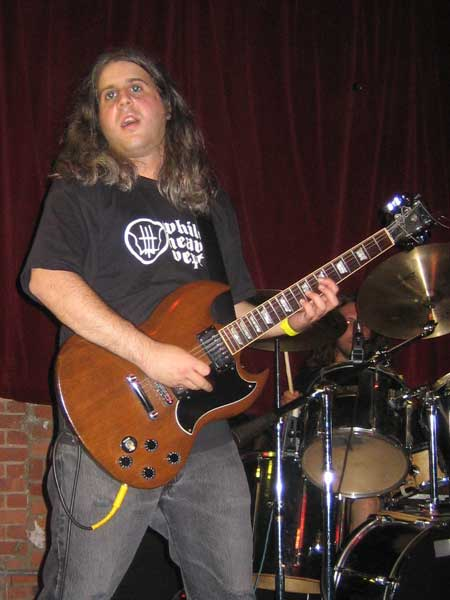
Angelo Tringali
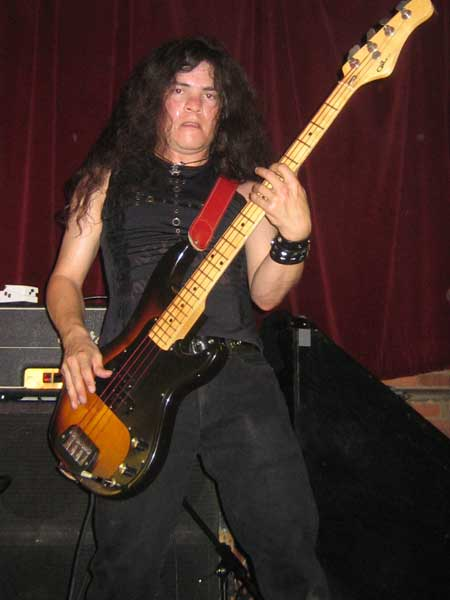
Adrian Maestas

## Byli członkowie
- John Cobett – gitara
- Andrew Sebba – gitara
- Chris Haa – gitara
- Justin Phelps – gitara basowa
- Scott Beach – gitara basowa
- Jon Torres – gitara basowa
- Jim Mack – gitara basowa
- Dave Passmore – perkusja
- Stu Kane – perkusja
- Omar Herd – perkusja